# 奥尔梅多 (巴利亚多利德省)
奥尔梅多，是西班牙卡斯蒂利亚-莱昂巴利亚多利德省的一个市镇。总面积129平方公里，总人口3435人（2001年），人口密度27人/平方公里。